# ران بونتمپز
ران بونتمپز (انگلیسی: Ron Bontemps؛ ۱۱ اوت ۱۹۲۶ – ۱۳ مهٔ ۲۰۱۷) بازیکن بسکتبال اهل ایالات متحده آمریکا بود.
وی در مسابقات کشوری و بین‌المللی در مجموع برندهٔ ۱ مدال طلا شده‌است.